# 金田一京助
金田一 京助（きんだいち きょうすけ、1882年〈明治15年〉5月5日 - 1971年〈昭和46年〉11月14日）は、日本の言語学者。日本のアイヌ語研究の本格的創始者として知られる。國學院大學教授を経て、立教大学教授、東京帝国大学教授、國學院大學名誉教授。日本学士院会員。日本言語学会会長（2代目）。学位は、文学博士（東京帝国大学）。栄典は従三位・勲一等・瑞宝章・文化勲章。盛岡市名誉市民。歌人・石川啄木の親友であったことでも有名。
長男の春彦、孫の真澄や秀穂も言語学者。

## 生涯

### 生い立ち
1882年（明治15年）5月5日、盛岡の四ツ家町に金田一久米之助・ヤス夫妻の長男として誕生。姉1人、弟6人、妹3人の11人兄弟だった。父が商用で京都に上京中に生まれたので、京助と名付けられた。金田一家は、京助の曽祖父伊兵衛勝澄が米穀商として一代で財を成し、大飢饉の際、蔵を開いて町の人を飢えから救い、南部藩の士分に取り立てられた名家であった。父の久米之助（旧姓・梅里）は農家の出身だったが、読み書きそろばんのほか絵もうまく、才気煥発であったところを買われてヤスの婿養子になったが、商売下手で任された事業にことごとく失敗していた。しかし金田一家の当主で伯父の金田一勝定（ヤスの長兄）の援助により、京助は生活苦を知らず育った。弟6人は全員東京帝国大学に進学している。
久米之助は子供たちに寝かしつける時、『源平盛衰記』『平家物語』を語って聞かせた。やがて京助は金田一本家の文庫蔵に通い、『三国志』『史記評林』『項羽本紀』などを読みふけるようになる。
岩手県立盛岡尋常中学校（在学中に岩手県立盛岡中学校となる。現・岩手県立盛岡第一高等学校）に進学する。同窓生に及川古志郎や野村胡堂がいる。盛岡中学時代は、自宅のランプから引火した小火を消そうとして手を怪我したのが原因で中指と薬指が曲がらなくなり、得意だった絵はあきらめ、ますます文学に熱中する。影響を受けたのは島崎藤村の『若菜集』。「梅里花明」の筆名で文芸雑誌に歌を投稿し、校内からは「金田一花明」と呼ばれていた。『明星』が1900年4月に創刊された際、他の雑誌に投稿した歌が（その雑誌の選者だった与謝野鉄幹により）転載された。これを機に京助は『明星』の発行元である新詩社の社友になり、その後も『明星』に短歌を発表した。1901年1月頃に、及川古志郎から「短歌を志す後輩」として石川啄木を紹介され、京助は手元の『明星』全号を啄木に貸し与えている。やがて、啄木とは短歌の回覧誌『白羊』を出した。1898年度（3年生）当時は全校で17人の特待生の一人で、同年度の学業成績平均点は86点だった。
当時は小柄で、柔道の練習でも昼間の乱取りを避けてもっぱら朝稽古に姿を出すようにしていた。同じように朝稽古に来ていたのが2年上級の米内光政で、2人で柔道の稽古をするようになった。大柄な米内が小柄な京助のかけた技に大きな音を立てて倒れて稽古を繰り返したことから、実力差がわかっていた京助は恐縮してばつの悪い思いをしたという。

### アイヌ語研究へ

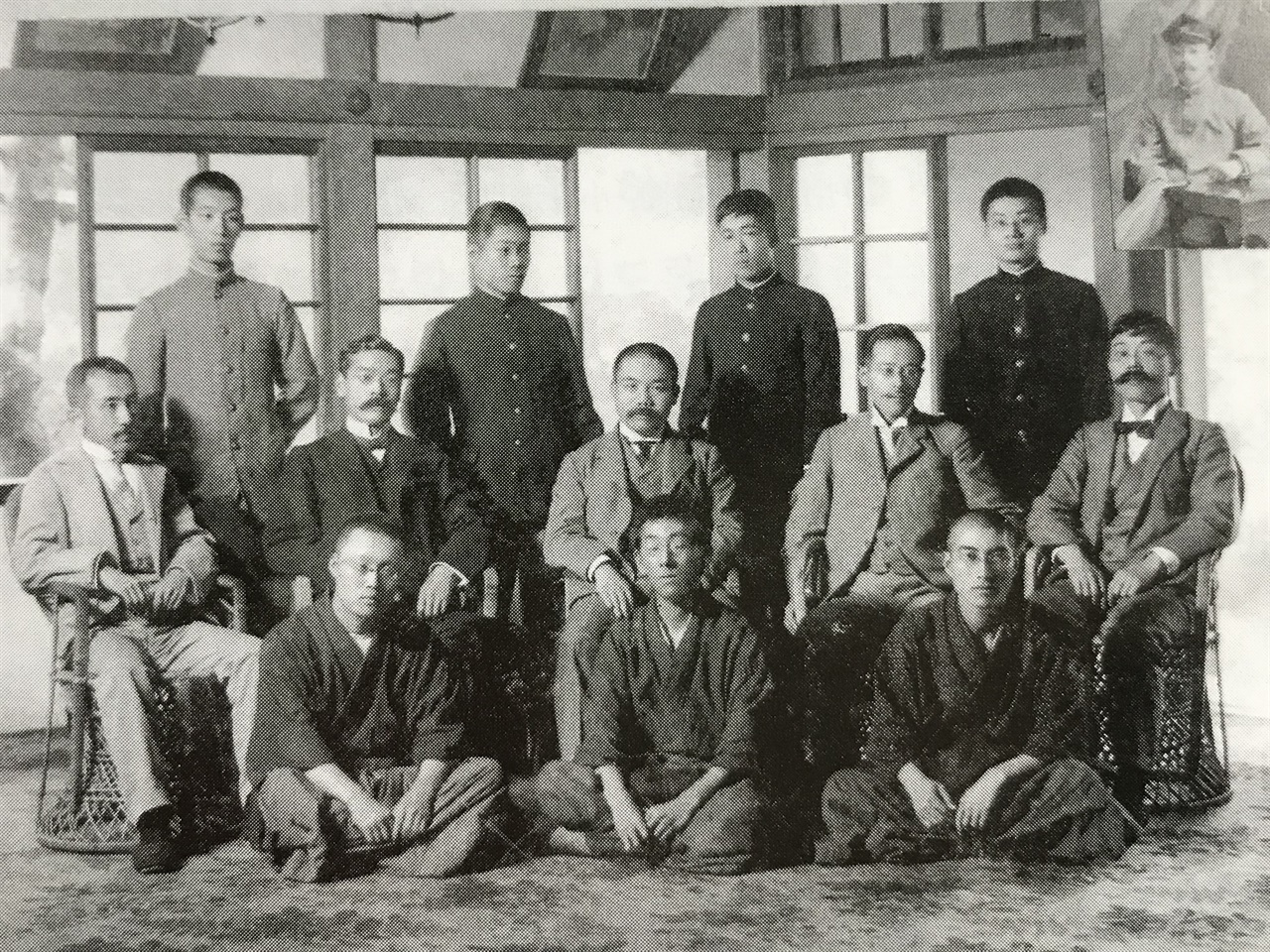
東京帝国大学言語学科（1905年）。
前列右から小倉進平、伊波普猷、神田城太郎。中列右から保科孝一、八杉貞利、上田万年、藤岡勝二、新村出。後列右から橋本進吉、徳沢（徳沢健三？）、後藤朝太郎、金田一京助。
伊波普猷生誕百年記念会編『伊波普猷 : 1876-1947 生誕百年記念アルバム』1976年、19頁。

第二高等学校を経て1904年（明治37年）9月、東京帝国大学文科大学に入学、上京。新村出や上田万年の講義に魅かれ、言語学科に進学。1年先輩に橋本進吉、小倉進平、伊波普猷がいた。小倉は朝鮮語、伊波は琉球語を研究していたが、アイヌ語は日本人研究者がおらず、イギリス人宣教師のジョン・バチェラーによってアイヌ語辞典が出版されていた。上田から「アイヌ語研究は日本の学者の使命だ」と言われ、東北出身の京助はアイヌ語を研究テーマに選ぶ。1906年（明治39年）初めて北海道に渡り、アイヌ語の採集を行う。旅費70円を出したのは伯父の勝定だった。この調査で京助は研究に自信をつける。1907年（明治40年）サハリンのオチョポッカで樺太アイヌ語の調査をする。アイヌの子供たちを通じて樺太アイヌ語を教わったエピソードはこのときのことであり、のちに随筆『心の小径』で有名になった。旅費は、勝定から100円、上田から100円の計200円もの大金を使ったが、40日の滞在で文法や4000の語彙の採集に成功、その帰り、京助は生活の心配という迷いを断ち切り、アイヌ語の道を進むことを決意する。調査報告を上田に提出した10月、すでに大学の卒業式は終わっていた。
1908年（明治41年）4月、海城中学校に国語教師として就職する。その月末、下宿「赤心館」に石川啄木が転がり込んでくる。京助は啄木に金を貸した上、2人分の家賃30円を払っていたが、8月、持ち合わせがなく、下宿のおかみに支払いを待ってくれるよう頼んだが断られる。腹を立てた京助は荷車二台分の蔵書を売り払い、30円の金を作って家賃を払うと、9月初め啄木と別の下宿「蓋平館」に引っ越す。10月、言語学科出身の京助に教員資格がないことが判明、失職する。恩師の金沢庄三郎の紹介で三省堂に就職、また國學院大学の非常勤講師となる。啄木も翌年3月東京朝日新聞社の校正係に採用され、上京してきた妻子と引っ越していった。
1909年（明治42年）、27歳の京助は20歳の林静江と結婚。紹介したのは啄木で、「文学士で大学講師で、くにではおじさんが盛岡の銀行頭取」と宣伝して縁談を進めた。京助は、結婚するなら、くにの女ではなく標準語の本郷あたりの娘をもらいたいと考えており、本郷出身の静江に心動かされた。12月28日に結婚式をあげ、箱根に新婚旅行、その後盛岡の勝定の家で披露宴を行ったが、東京育ちの静江は盛岡になじめず、田舎嫌いになった。その上、啄木がたびたび金を無心にくるため、静江はやりくりに頭を悩ませたが、京助は頓着しなかった。しかし静江はついに「自分と啄木のどっちが大切か」と音を上げ、京助は啄木と距離を置くようになる。1910年に啄木の長男・真一が生後24日目で死去した際、啄木は京助に葬儀のため喪服を借りたいと葉書を送ったが京助は返書を出さず、会葬も香典の拠出もしなかった。さらに直後に刊行された『一握の砂』では扉の文章で名前を挙げて謝意を示され献呈本も送られたが、まったく反応を示さなかった。1911年（明治44年）7月、すでに病床にあった啄木は酷暑の中、杖をついて京助の自宅を訪問し、これが啄木の「最後の訪問」となった。
1912年（明治45年）1月に、長女・郁子が満1歳を20日後に控えて死去し、これに対して啄木が出した悔やみの葉書が最後の京助宛書簡となる。3月30日、啄木が重態となったことを読売新聞の記事（土岐哀果が執筆）で知った京助は、予定していた花見を取りやめて処女出版作『新言語学』（"A History Of Th Language"の翻訳、6月刊行）の稿料の半分10円（実際にはその日に稿料は受け取れず、自宅にあった金から「稿料の半分」として持ち出した）を持ってかけつけ、啄木と妻・節子は涙を流してその好意に感謝した。4月13日早朝、啄木が危篤となり、節子は人力車で京助を呼び寄せたが、まもなく啄木は意識を回復させて会話もしたため、「大丈夫」と安心した京助は國學院に出勤した。しかし、その直後に啄木は死去し、講義を終えて啄木宅に引き返した京助は啄木の遺骸と対面することになった。啄木の葬儀を済ませてまもなく、実家から父危篤の報が入り、京助は帰郷する。
同年、9月26日、父の久米之助が死去。久米之助は事業の失敗で借金がかさみ、本家の養子の金田一国士に借金の肩代わりをしてもらうかわりに家屋敷をとられ、一家は本家の長屋暮らしとなっていた。東京の病院に入院した久米之助を見舞った京助は「おれはおまえに飯粒一つ食わせてもらったことはなかったぞ」と言われ、父の死後は金にならないアイヌ語の研究をやめようかと思ったが、父を犠牲にした研究を生半可にするかと逆に気持ちを奮い立たせたという。9月三省堂が倒産、京助はまたも失職する。

### 虎杖丸の曲
10月、東京の上野公園で拓殖博覧会が開催される。京助は、来場者に日本の少数民族のあいさつや日常語を教えるアルバイトをしながら、参加していた樺太アイヌたちに聞き取り調査を行い、サハリンで採集したユーカラ「ハウキ」などに訳注をつけることができた。ここで出会った日高のシウンコツ（紫雲古津）村の鍋沢コポアヌからユーカラの中でも長大な「虎杖丸の曲（クズネシリカ、クトネシリカ）」の存在とそれを語れる盲目のユーカラ名人のワカルパを教えられる。京助が上田万年に相談すると、上田はポケットマネーで旅費を出してくれた。1913年（大正2年）7月、京助はワカルパを東京に呼び寄せる。約1か月の滞在中に14篇の2万行の詞曲と10冊1千ページにのぼる口述を筆録したが、ワカルパの故郷でチフスが発生、村人から祈祷を頼まれたワカルパは8月末、帰郷。ワカルパは村人たち一人ひとりに祈祷を行ったあとチフスに倒れ、12月7日に亡くなった。京助が彼の死を知ったのは年明けのことだった。
一方、1912年には白瀬矗の南極探検に参加した樺太アイヌの山辺安之助（以前より京助と面識はあった）が帰国した際に、山辺の口述する半生を筆記翻訳し、翌1913年に『あいぬ物語』のタイトルで博文館から刊行した（上下2分冊）。
1918年（大正7年）北海道調査旅行中に金成マツ宅で知里幸恵と知り合う。「ユーカラは値打ちのあるものなのか」と問う幸恵に京助は貴重な文学だと熱っぽく説いた。アイヌ語と日本語に堪能な幸恵を女学校卒業後に東京に呼ぶことを考え、ノートを送ってユーカラのローマ字筆録を勧めた。幸恵は持病の心臓病が思わしくなかったが、1922年（大正11年）5月に上京、京助宅に寄寓する。幸恵のノートをもとに『アイヌ神謡集』出版の話が進んでいた。京助は今までわからなかったアイヌ語の文法を幸恵に解説してもらい、「頭脳の良さ、語学の天才」「天使のような女性」と絶賛した。このころ、京助の妻の静江は生活苦や相次ぐ子供の死（#家族 参照）から精神を病んでおり、四女の若葉を幸恵が世話することもあった。静江の姉が引き取って離婚させる話も出ていたが京助は「とんでもない。私がもらったんだから」と一蹴、妻に対する心配りはなかった。幸恵は『アイヌ神謡集』を書き上げ、9月18日、19歳3か月の短い生涯を閉じた。
1923年（大正12年）ヌッキベツのユーカラ名人黒川ツナレを訪ねる。亡くなったワカルパは「虎杖丸の曲」は途中までしか知らないので黒川ツナレを訪ねるとよいと言い残していた。しかしツナレは危篤状態で床についており、家族から面会を断られる。京助は何度も頼み込み、見舞いだけならと通される。ツナレと対面した京助はアイヌ語でツナレを称える挨拶をすると、ツナレは天井から吊るした帯につかまって体を起こし、「虎杖丸の曲」を語り始めた。行きつ戻りつしながらユーカラを語るツナレの元に村人が集まり「そんなものをツナレのユーカラとして世に残しては恥ずかしい」と京助の筆を止めようとしたが、ツナレは手を振って書き残してくれと言った。ツナレによってワカルパの「虎杖丸の曲」は途中ではなく完結していたことが判明したが、京助の強引な手法はのちに厳しく批判された。

### 研究の集大成
1931年（昭和6年）、京助畢生の大著『ユーカラの研究：アイヌ叙事詩』I・IIが刊行される。京助の晩年の随筆『私の歩いてきた道』では、「岡書院の岡茂雄に再三頼まれ、昭和5年執筆、6年出版、7年恩賜賞を受賞した」と回想している。しかし岡が晩年に記した回顧録『本屋風情』所収の「『アイヌ叙事詩ユーカラの研究』生誕実録」では異なる事情が書かれている。最初、京助はこれまでのユーカラ研究を欧文の博士論文として東京帝国大学へ提出したが、審査の適任者を欠くまま大学附属図書館に置かれているうち、関東大震災で焼失する。これを惜しんだ柳田國男は、懇意にしていた岡茂雄に助力を依頼。岡は震災後バラックに住んでいた京助を訪ねる。岡の励ましと協力により、京助が邦文で新たに書き直した。岡の斡旋により、渋沢敬三からは毎月50円、出版の際は東洋文庫からも研究費が京助に届けられたりもした。こうして2巻合わせて1458ページの大著が出来上がった。岡は前述の『本屋風情』の中で京助が柳田や渋沢の配慮に触れず、あっさり書いたように流していることを「心底から残念に思っている」と書いている。
1930年（昭和5年）幸恵の弟知里真志保が京助を頼って上京、一高に入学。その後東大言語学科を卒業、久保寺逸彦に次いで京助のアイヌ語研究2番目の弟子となる。
1943年に刊行された『明解国語辞典』はベストセラーとなる。見坊豪紀は『辞書をつくる』（玉川選書）の中で「京助先生のお名前を借りて世に行われている国語辞書は十指に余る。その多くは、先生のお人柄につけ入って単にお名前を利用としたに過ぎないものである」とし、「その中にあって、最後の一行までじっさいに目を通して責任を分かたれたのは『明解国語辞典』だけである」と書いている。しかし、実際にはほぼ見坊の独力により編纂されたものの、当時まだ東京帝国大学大学院に在学中の院生の名で辞書を出すわけにもゆかず、三省堂に見坊を紹介してくれた京助の名を借りることにした。京助の長男でやはり言語学者の金田一春彦によると、「金田一京助 編」と銘打った辞書は多いが、名前を貸しただけのことで、実際にはほとんど手がけていないという。
戦局が悪化する中、京助は日本の勝利を信じて疑わなかった。東京が空襲を受けるようになり、結婚して家を離れた長男の春彦は疎開をすすめ、奥多摩の服部四郎の用意した部屋に静江と若葉、蔵書を預けた。さいわい京助宅は空襲で焼けず、終戦後3人の生活が戻ったが1949年（昭和24年）12月24日、若葉は玉川上水で自殺。若葉は前年結婚していたが、体が弱く生きていく自信がなくなったと遺書を残して入水した。

### 戦後、晩年
戦後、三省堂は新しい教科書指定にあわせて国語の教科書をつくるにあたり、京助・春彦親子に執筆を依頼した。三省堂『中等国語 金田一京助編』いわゆる『中金』は発刊後から10数年にわたって採択数トップとなり、国語教科書の代表となった。
晩年の京助は金成マツ他から筆録したユーカラのノートの和訳注解の仕事に専念していた。これらは1959年（昭和34年）から『アイヌ叙事詩ユーカラ集』として刊行された。（9巻の訳注中に死去）
1969年（昭和44年）春彦が購入した本郷のマンションに移り住む。1971年（昭和46年）8月ごろから床に就くことが増え、11月7日朝容態が悪化。14日午後8時30分、老衰による動脈硬化と気管支肺炎のため永眠。享年90(満89歳没)。15日喜福寺で通夜。16日密葬。23日青山葬儀場で三省堂の社葬として告別式が行われた。葬儀委員長は亀井要社長、弔辞は文部大臣高見三郎、日本学士院院長南原繁などが故人の功績を称え、大学、マスコミから俳優、政治家まで弔花を寄せるなど、学者の葬儀としては盛大なものだった。

## 人物

### アイヌ語研究に関して
生涯に渡り貧しい生活に耐えながら、アイヌ語の研究に一生を捧げた。孫に当たる金田一秀穂は、京助がいなければアイヌ語は残らなかったかもしれないと2014年に語っている。しかし、第二次世界大戦後はアイヌの同化政策に協力したとして批判を受けた。
当時はアイヌは和人よりも劣った民族であると教え込まれていたが、京助は「アイヌは偉大な民族だ」「あなた方の文化は、決して劣ったものなどではない」と真摯に接した。一方で次のようにも書いている。
「しかしまた、それはそれとして、同学の人たちがみんな、りっぱな西洋文学へ入っていったり、西洋の哲学とか、日本の哲学とか、そういう高い思想をたどって、自分自身をつくりあげているとき、自分一人、野蛮人のそんなものをやっていたら、みんなからとり残されてしまうのではないか。考えてみると、ずいぶんそれも寂しい気がしました。」「金田一京助　私の歩いてきた道」（日本図書センター、1997年2月25日、52頁 - 55頁）
「自分がひとり、未開人の世界へ後もどりをして、蒙昧な、低級文化の中にいつまでも、いつまでも、さまよつて暮らすのかと、さびしさが込み上げる」（「私の仕事」、1954年）
また、アイヌはアイヌ語を捨てて帝国日本の言語である国語へと同化すべきとも考えており、安田敏朗はこれらを含む京助のアイヌやアイヌ語に対する姿勢を2008年の著書『金田一京助と日本語の近代』（平凡社新書、2008年）において批判的に取り上げている。
京助の門人だった知里真志保は後年、京助ら日本人のアイヌ語研究を厳しく批判した。京助も知里の著書『アイヌ語辞典 植物篇』が朝日賞の候補になったとき、冒頭で北海道大学の植物学者をやり玉にあげていることを理由に推薦を断っている。知里は「先生は俺を嫉妬している」と周囲にもらしたという。しかし続編の『人間篇』では推薦文を書いている。真志保は1961年（昭和36年）52歳で死去。79歳の京助は空路北海道まで駆け付けたが、真志保の死んだら知らせてほしい人のメモの中に京助の名はなかった。
昭和天皇にアイヌ語について進講することとなり、持ち時間は15分と決まっていたにも関わらず2時間近く話し続けてしまい、京助は天皇の前で大恥をかいたと落胆してしまう。しかしながら、天皇は後日催された茶会の席で、「この間の話は面白かったよ」と労い、京助は「恐れ入りました」と発言したあと言葉が続かず、涙が止まらなくなったという。なお、京助の逝去に際し天皇より祭粢料が下賜されている。

### 石川啄木関連

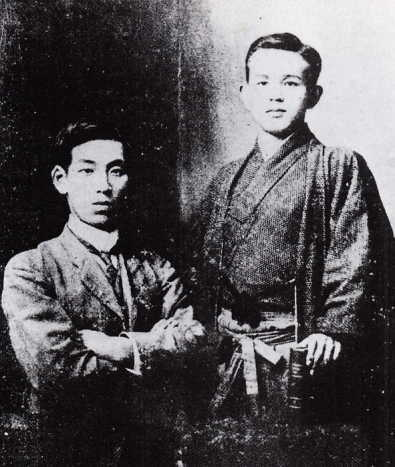
親友・石川啄木 （右） と

『石川啄木全集』刊行の際、『ローマ字日記』に啄木とともに浅草に通い娼妓と遊んだ記述があったため「娘の結婚に差し支える」と言って収録に猛反対した。実は、京助は生前の啄木から3度にわたって、没後に（『ローマ字日記』も含めた）日記を託すことと、読んで焼いた方がよければ焼却する（そうでなければ焼かない）ことを伝えられていた。しかし啄木の葬儀直後に父の危篤で東京を離れた（また、焼却を厳命された丸谷喜市も徴兵検査で不在となった）ために日記は啄木の妻・節子の手元で保管され、節子は函館で没する直前に宮崎郁雨に日記を託すことを話し、節子の死後、郁雨から函館図書館に寄託された。それから20年以上が経過した1936年、改造社が日記を公刊したいという意向を丸谷に伝え、丸谷は京助と土岐善麿と協議の結果、日記の公刊（そのために日記を函館図書館から3人に分配）および、公刊後に「故人及び関係者一同の最も満足すべしと思われる方法」による処置を求める手紙を、函館図書館長の岡田健蔵に送ったがこの要望は無視された。岡田健蔵は3年後の1939年にラジオ放送で「自分が生きている間は日記は公刊も焼却もしない」と宣言、それを聞いた京助は（岡田の判断を）「別段理由はないようである。あるものは愛蔵者共通の心理の支配だけである。しかし、それでよかろう。その気概があの日記を焼却から救っているのである」と、表向きほめながら失望を示した。岡田が1944年に死去し、戦後に石川正雄（啄木の長女・京子の夫）が日記の公刊を決断した際、京助にその内容の確認を求め、初めて読んだ京助は、自分に不利な内容の削除は公平を期するために可能な限り我慢し、「余りひどい」と感じた『ローマ字日記』の1箇所と、「今生きている人に道徳的に迷惑になる」と判断した1箇所の削除を求めたが、石川正雄はそれらを削らずに出版した。京助は『石川啄木日記』3巻（世界評論社、1949年）に寄稿した「啄木日記の終わりに」の中で、日記を読んだ印象（懐かしさや記憶とのギャップなど）を記し、最後に「あんな苛烈な運命のもとに、運命を呪わず、病苦・貧困を超えて、新しい明日の理想を描いて、最後、眠くなって寝に就くような静かな大往生をして行く永遠の青年の、生々しい記録―啄木日誌の刊行は、そういう意味から、永久に尊ばるべきものを、現代文献に一つあたらしく加え得たと言ってよかろうと信じるものである。」と結んだ。
京助は、啄木が最後に訪問してきた際の記憶から、啄木の晩年に「思想的転回」があったと主張していた。これに対して研究者の岩城之徳が資料を基に誤りであると批判、京助は1961年に感情的な反駁を発表して岩城との間で論争となった。だが京助が論点を、「啄木の思想的転回」ではなく「啄木の訪問」の有無としたことで岩城は論争を打ち切り、私信を送って誤解を解いたのち、1964年に京助が招待する形で面会して和解した。もともと岩城は京助の著書『石川啄木』に影響を受けて研究を志し、最初の私家版の論文を京助に送って交友が始まった。京助は当初から岩城の実証的な研究を高く評価していた。面会の席で京助は「親子の争いのようなものですから気にしないように」と論争について水に流し、その後は岩城と以前と同様の親しい関係を持った。ただし、啄木の「思想的転回」説については岩城の主張が通説となっている。

### 樺太アイヌ語採集にまつわる逸話
明治40年、樺太に渡った京助は、これまで学んだ北海道アイヌ語が現地のアイヌたちに通じず、全く口を聞いてもらえないため困り果てていた。偶然遊んでいた子供たちの前で絵を描いたところ、興味を示した子供たちが樺太アイヌ語の単語を話してくれた。覚えた単語を大人たちの前で使ってみたところ、みんなおおいに喜び、それから京助に親しく言語を教えてくれるようになった。この逸話は昭和6年（1931年）の「片言をいうまで」（平凡社ライブラリー『ユーカラの人びと』所収）や戦後の新制中学の国語教科書に載ったエッセイ「心の小径」で広く知られるようになった。しかし、弟子の知里真志保は「樺太アイヌは北海道に来たことがあるので、北海道のアイヌ語がまったく通じないとは考えられない」と指摘。これに対し京助は「最初のうちは村人たちに警戒されて話してもらえなかっただけで、話が通じなかったとはどこにも書いていない」と弁明した。

### その他
標準語制定に熱心であり、国語審議会では標準語部会の部会長を務めた。自分自身の発音についてはコンプレックスを持っており、息子である春彦は京助が自分の発音を録音したテープを聞かされて落胆したというエピソードを語っている。
東北地方の出身であるが、義経北行説、義経=ジンギスカン説には否定の立場をとっており、青年時代に住居を訪れ親交のあったこの説の信奉者小谷部全一郎を、雑誌『中央史壇』で「小谷部説は主観的であり、歴史論文は客観的に論述されるべきものであるとし、この種の論文は「信仰」である」と厳しい論調で批判している。御曹子島渡の説話が古く蝦夷地に渡っていたのを後に和人がアイヌの伝承と誤解したもので、オキクルミと義経を結び付けたのは比較的新しく、アイヌの古老の語りは和人を意識していると結論づけている。
一時期ムーラン・ルージュ新宿座に足繁く通っており、花形スターだった明日待子とも交流があった。

## 年譜
- 1882年（明治15年） - 金田一久米之助・ヤス夫妻の長男として生まれる。
- 1888年（明治21年） - 盛岡第一尋常小学校（現・仁王小学校）入学
- 1892年（明治25年） - 盛岡高等小学校（現・下橋中学校）入学
- 1896年（明治29年） - 岩手県立盛岡中学校（現・盛岡第一高等学校）入学
- 1901年（明治34年） - 第二高等学校（現・東北大学）入学
- 1907年（明治40年） - 東京帝国大学文科大学言語学科卒業。卒業論文は「世界言語の助辞」。7月、単身南樺太に渡り、樺太アイヌ語を調査。
- 1908年（明治41年） - 海城中学校に教師として赴任したが10月失職。石川啄木が上京。三省堂校正係、國學院大學講師となる。
- 1909年（明治42年） - 12月28日、林静江と結婚。
- 1912年（大正元年）- 上野の拓殖博覧會で紫雲古津の老女コポアヌに出会う。ユーカラやアイヌ語について質問。石川啄木死去。
- 1913年（大正2年）- 7月から8月末まで、コポアヌの推薦により盲目のユーカラ伝承者、紫雲古津のワカルパを東京に招聘。約1000頁のユーカラ「虎杖丸」をローマ字で筆録。ワカルパは年末に郷里で逝去した。
- 1915年（大正4年）- 秋、紫雲古津を訪ね老女たちの物語歌を採集、筆録。
- 1918年（大正7年） - ジョン・バチェラーの紹介で金成マツ宅を訪問、マツの母で「最後で最大のユーカラクル」モナシノウク、当時16歳の知里幸恵と相知る。
- 1922年（大正11年） - 國學院大學教授、のち名誉教授
- 1923年（大正12年） - ワカルパに紹介されたヌッキベツの黒川ツナレを訪ね、「虎杖丸」を完全筆録。
- 1925年（大正14年） - 4月、岡倉由三郎の推薦により立教大学文学部教授に就任[52][53]。
- 1926年（大正15年） - 大正大学専任講師（～1940年）。
- 1928年（昭和3年） - 東京帝国大学助教授
- 1931年（昭和6年） - 『アイヌ叙事詩 ユーカラの研究』二冊刊行。
- 1932年（昭和7年） - 前年の『ユーカラの研究』で恩賜賞 (日本学士院)受賞。
- 1935年（昭和10年） - 文学博士号取得。論文は「ユーカラノ語法特ニソノ動詞ニ就テ」。東京大学将棋連盟（東京帝大、東京商大、早稲田大学、立教大学が参加）の結成時の会長をつとめる[54]。
- 1940年（昭和15年） - NHK放送用語委員（～1962年）
- 1941年（昭和16年） - 東京帝国大学教授（～1943年）
- 1942年（昭和17年） - 勲四等授与。
- 1943年（昭和18年） - 東大退官。三省堂『明解国語辞典』刊行。
- 1948年（昭和23年） - 日本学士院会員
- 1952年（昭和27年） - 国語審議会委員（～1958年）
- 1954年（昭和29年） - 文化勲章受章
- 1959年（昭和34年） - 盛岡市名誉市民第一号の称号を贈られる[1]。2007年時点で唯一の盛岡市名誉市民[55]。
- 1967年（昭和42年） - 日本言語学会二代会長（～1970年）
- 1971年（昭和46年） - 89歳にて死去。法名「寿徳院殿徹言花明大居士」。叙 従三位・勲一等 授 瑞宝章（戦前に受けていた従四位勲四等からの没時追陞）。

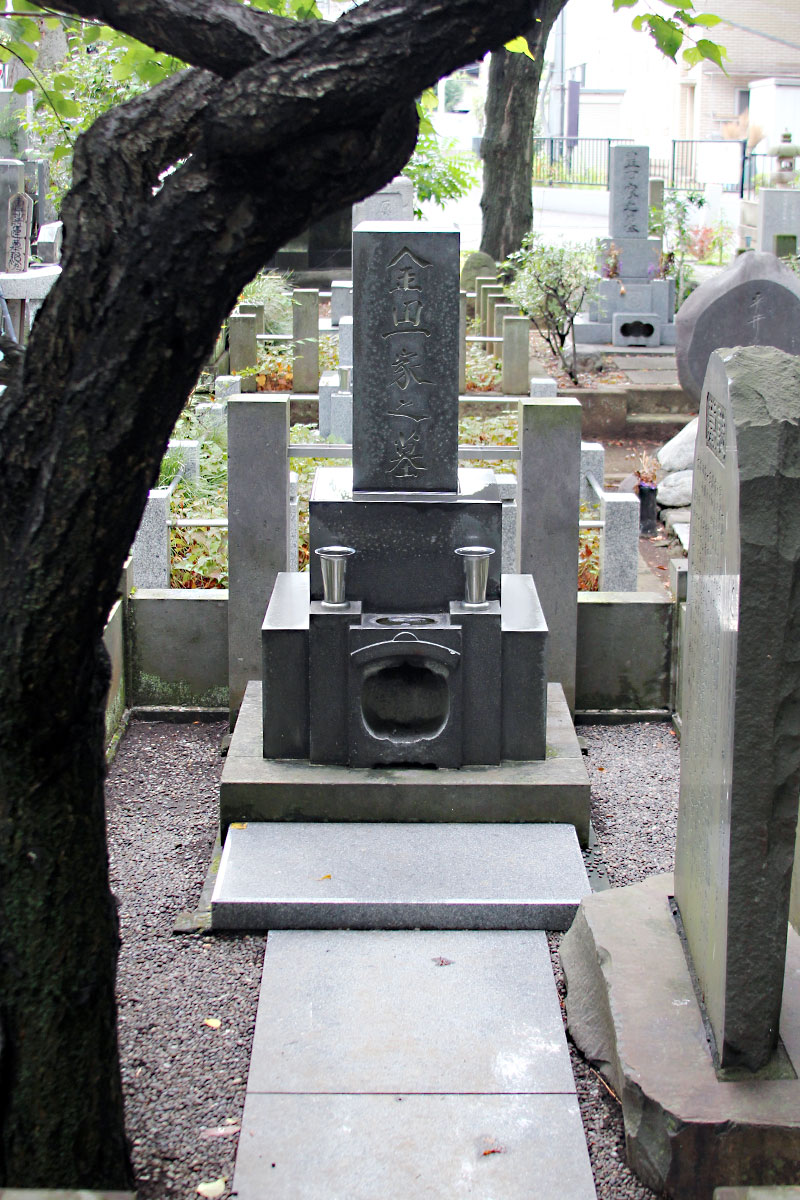
雑司ヶ谷霊園にある金田一京助の墓

## 由来する命名
横溝正史の推理小説に登場する名探偵・金田一耕助の名は、金田一京助の名がもとになっている。横溝が『本陣殺人事件』を執筆していたころ、同作に登場する新しい探偵の名には当初「菊田一◯◯」という名を考えていたが、岡山に疎開するまで横溝が住んでいた東京・吉祥寺の隣組にいた「金田一安三」から、「菊田一（きくたいち）」とよく似た「金田一（きんだいち）」へに変更したのである。
金田一安三が著名な言語学者・京助の実弟（電気工学者）だということを知ると、「京助（きょうすけ）」の方も拝借して「耕助（こうすけ）」とした。金田一春彦は、「金田」と読み間違えられることが多い「金田一」姓を有名にしてくれた横溝に、「千金を積んでもいい」と感謝している。

## 著作

### 単著
- 『北蝦夷古謡遺篇』甲寅叢書刊行所（1914年）
- 『アイヌの研究』内外書房（1925年）
- 『ユーカラの研究 アイヌ叙事詩』（全2巻）東洋文庫〈東洋文庫論叢 第14〉（1931年）
- 『国語音韻論』刀江書院（1932年）
- 『アイヌ文学』河出書房（1933年）
- 『言語研究』河出書房（1933年）
- 『石川啄木』文教閣（1934年）のち新編 角川文庫、講談社文芸文庫
- 『北の人』梓書房（1934年）のち角川文庫
- 『学窓随筆』人文書院（1936年）
- 『ゆうから』（随筆）章華社（1936年）
- 『採訪随筆』人文書院（1937年）
- 『国語史 －系統編－』刀江書院（1938年）
- 『国語の変遷』日本放送出版協会（1941年）ラジオ新書、のち創元文庫
- 『新国文法』東京武蔵野書院（1941年）
- 『国語研究』八雲書林（1942年）
- 『ユーカラ概説 アイヌ叙事詩』青磁社（1942年）
- 『言霊をめぐりて』八洲書房（1944年）
- 『国語の進路』京都印書館（1948年）
- 『国語の変遷』東光協会出版部（1948年）のち角川文庫、「日本語の変遷」講談社学術文庫
- 『新日本の国語のために』朝日新聞社（1948年）
- 『国語学入門』吉川弘文館（1949年）
- 『心の小径』（随筆）角川書店（1950年）
- 『言語学五十年』宝文館（1955年）
- 『日本の敬語』角川新書（1959年）、のち講談社学術文庫
- 金田一京助集 私たちはどう生きるか ポプラ社（1959年）
- 金田一京助選集 金田一博士喜寿記念 第1 (アイヌ語研究) 三省堂（1960年）
- 金田一京助選集 第2 (アイヌ文化志) 三省堂（1961年）『日本語の発祥』
- 金田一京助選集 第3 (国語学論考) 三省堂（1962年）
- 金田一京助随筆選集 第1-3 三省堂（1964年）
- 『私の歩いて来た道　金田一京助自伝』講談社現代新書（1968年）

### 共著編
- アイヌ語法概説 知里真志保共著 岩波書店 1936
- アイヌ芸術 第1-3巻 杉山寿栄男共著 第一青年社 1941-43
- アイヌ童話集 荒木田家寿共著 第一芸文社 1943／講談社文庫 1981／角川ソフィア文庫 2019
- あいぬの昔話 荒木田家寿共著 晃文社 1948
- りくんべつの翁 アイヌ昔話 知里真志保共編 彰考書院 1948
- 明解国語辞典 三省堂 1943
- 辞海 三省堂 1952
- 古今和歌集の解釈と文法 橘誠共著 明治書院 1954
- 新選国語辞典 佐伯梅友共編 小学館 1959
- 例解学習国語辞典 小学館 1965
- 三省堂国語辞典 金田一春彦、柴田武、山田忠雄、見坊豪紀共編 1960

### 翻訳
- 新言語学 ヘンリ・スウィート 子文社 明45.6
- アイヌ聖典　世界聖典全集・世界文庫 1923
- アイヌラツクルの伝説 アイヌ神話 世界文庫刊行会 1924
- アイヌ叙事詩ユーカラ　岩波文庫 1936、復刊1994ほか
- 虎杖丸の曲 アイヌ叙事詩 青磁社 1944
- ユーカラ集 アイヌ叙事詩 第1-8 金成まつ筆録 訳注 三省堂 1959-68

### 記念論集
- 言語民俗論叢 金田一博士古稀記念 三省堂出版 1953
- 金田一博士米寿記念論文集 三省堂 1971

### 作詞
- 茨城県水戸市立第一中学校校歌 1952
- 東京都杉並区立高井戸中学校校歌 1957
- 静岡県焼津市立大村中学校校歌 1957
- 東京都豊多摩高等学校校歌 1951
- 東京都杉並区立東田小学校校歌 1951
- 岐阜県立多治見北高等学校校歌 1961
- 静岡県焼津市立大村中学校校歌（作詞年不明）
- 新潟県新潟市立藤見中学校校歌(作詞年不明)

## 家族
- 妻：静江（旧姓 林）
  - 長女：郁子（1911年生、翌年病没）
  - 長男：春彦（言語学者）
  - 次女：弥生（1915年生、同年病没）
  - 三女：美穂（1916年生、翌年病没）
  - 四女：若葉（1921年生、病弱を苦に28歳で玉川上水で入水自殺）

京助の子で、天寿を全うしたのは春彦のみである。
日詰町議会議長を務めた平井直衛は弟。伯父に実業家の金田一勝定がおり、同じく実業家の金田一国士は勝定の女婿（京助の従姉妹の夫）。大映映画で美人女優として活躍した金田一敦子（1939年生）は国士の孫にあたる。